# Test di Schellong
Il test di Schellong, dal nome dell'internista tedesco Fritz Makiri Schellong, è uno strumento finalizzato allo studio della reattività simpatica.
Nel test vengono misurate due varianti simpatiche, la pressione e il polso arterioso.

Si eseguono diverse misurazioni:
- dopo 5-10 minuti di posizione clinostatica (soggetto sdraiato);
- dopo 10 minuti in ortostatismo (soggetto in piedi) o dopo 5 minuti a 0, 1, 3, 5 minuti.

Nel normale si ottiene una caduta della pressione sistolica minore di 20 mmHg e della diastolica minore di 10 mmHg.

Poiché le reazioni variano sensibilmente nel corso della giornata, il test dovrebbe essere ripetuto in differenti momenti.
Secondo il comportamento di tali parametri si individuano
- Ipotensione simpaticotonica: il tipo più frequente (2/3 dei casi), consiste nella caduta sistolica di oltre 20 mmHg e aumento del polso di 14 pulsazioni al minuto;
- Ipotensione non simpaticotonica: caduta sistolica > 20 mmHg e diastolica > 10 mmHg
- Intolleranza ortostatica: aumento del polso di più di 30 al minuto, senza ipotensione.